# Nadejda Súslova
Nadejda Prokófievna Súslova (rus: Наде́жда Проко́фьевна Су́слова; 1 de setembre de 1843 - 20 d'abril de 1918) fou la primera dona russa a obtenir el títol de doctor en medicina, cirurgia i obstetrícia. Era germana de Polina Súslova.Va treballar com a ginecòloga a Nijni Nóvgorod, i va dur a terme nombres obres de beneficència.

## Primers anys
Nadejda va néixer al poble de Panino, gubèrnia de Nijni Nóvgorod. Era la segona de tres fills. El seu pare, Prokofii, i la seva mare, Anna, eren serfs de la família Xeremétiev , però Prokofii va tenir èxit com a comerciant i fabricant. Va decidir donar una educació adequada a les seves filles, Polina (diminutiu del nom Apol·linària) i Nadejda. A casa tenien una institutriu i un professor de ball.Més tard va entrar a l'internat de Penitxkau a Moscou, on va aprendre diversos idiomes estrangers. Igual que altres joves de l'època, Nadejda era aficionada a la lectura, i gaudia amb les obres de Nikolai Txernixevski i Dobroliúbovi es va fer amic dels demòcrates revolucionaris. El 1859 les germanes Suslova es van traslladar a Sant Petersburg. En 1861 els seus contes Rasskaz v pismakh (rus: Рассказ в письмах) i Fantaziorka (rus: Фантазёрка) van ser publicats a Sovreménnik. Aquests contes exposaven una filosofia feminista i nihilista que més tard els causaria problemes polítics. En la dècada del 1860 Nadejda Súslova es va unir a l'organització revolucionària Terra i Llibertat. Segons els serveis d'intel·ligència, era també membre de la Primera Internacional. A casa cantava "La Marsellesa" i cançons d'alliberament de Polònia. A causa d'aquest llaços revolucionaris fou posada sota vigilància per part de la policia secreta tsarista.

## Educació
Ivan Sétxenov i Serguei Botkin li van permetre assistir a classes a la Acadèmia Mèdica Imperial Militar amb Maria Obrútxeva (Bokov), una altra dona jove amb simpaties revolucionàries que havia conegut Súslova a l'escola.El primer article de Súslova, Els canvis en les sensacions de la pell sota els efectes de l'estimulació elèctrica, va ser publicat a Meditsinski Vestnik, rus: Медицинский Вестник ("Butlletí mèdic") el 1862. En 1865, després a les dones se'ls va prohibir oficialment anar a les universitats, es va traslladar a Suïssa, parcialment influenciada per la detenció dels seus germans, Bokov i el seu marit per les seves activitats polítiques. A Suïssa, va assistir com a oient a classes de medicina a la Universitat de Zúric durant dos anys, i després es va convertir en un estudiant oficial quan la universitat es va obrir a les dones. Tenia la intenció d'estudiar obstetrícia a París per a la seva tesi doctoral, però en comptes d'això es va traslladar a Sant Petersburg. Per a la seva tesi, va investigar els reflexos musculars de les granotes i la seva relació amb la funció dels cors limfàtics a la Universitat de Graz en el laboratori de Sétxenov. Es va graduar el 1867. Súslova va ser la primera dona russa a obtenir el grau de Doctor en Medicina, la qual cosa li fou conferida després d'haver de defensar la seva tesi doctoral, titulada Contribució a la fisiologia de la limfa (en alemany «Beitrag zur Physiologie der lymphe») davant d'una gran audiència a la facultat de l'escola de medicina.

## Carrera i recerca
La primera publicació de Súslova després d'obtenir el seu doctorat va ser un resum de la seva tesi doctoral, publicada el 1868 a Alemanya. Per tal de poder exercir la medicina a Rússia, Súslova (en aquell moment, Erismann) va haver de superar una prova específica, la qual cosa va fer en 1868. A continuació, va començar la pràctica de la ginecologia i pediatria a Sant Petersburg amb pacients de totes les classes socioeconòmiques. L'any següent, es Friedrich Erismann va traslladar a Sant Petersburg i la parella va col·laborar en la pràctica mèdica i la investigació dels problemes de salut pública que afectaven els barris pobres de la ciutat. Després del seu divorci i un nou període de vigilància policial, es va traslladar a Nijni Nóvgorod per continuar amb la seva pràctica. Després d'un període d'allà, es va traslladar a Aluixta amb el seu segon marit i va prestar atenció mèdica gratuïta a la població local pobres tàrtara. Fou coneguda per la seva filantropia durant aquest període de la seva vida, i per a la construcció d'una biblioteca i una escola a la seva propietat per atendre la població local.

## Vida personal
El 16 d'abril de 1868, Súslova va casar amb el seu primer marit, Friedrich Erismann, a Viena, Àustria. Es van conèixer mentre tots dos eren estudiants de la Universitat de Zúric. La parella es va divorciar el 18 d'agost de 1883. En 1885, Súslova es va casar amb Aleksandr Golubev, un professor d'histologia i metge.

## La qualificació de Fiódor Dostoievski
Fiodor Dostoievski, en el seu Diari d'un escriptor de l'any 1876, expressa el profund respecte que li inspirava la dona russa:
| «                                                           | Amb coratge, va declarar el seu desig de participar en els esforços de la societat i s'hi va llançar de manera desinteressada i abnegada.... Va mostrar com n'era de seriosa la seva set d'ensenyament superior, la seva paciència i va donar un exemple del més gran coratge | » |
| — Fíodor Dostoievski, "Diari d'un escriptor". En línia aquí | |   |

Sens dubte, aquestes paraules també s'apliquen a Nadejda Prokófievna, antiga amiga íntima de l'escriptor.